# Doras higuchii
Doras higuchii é uma espécie de peixe da família dos doradidae e da ordem dos siluriformes. É um peixe de água doce e de clima tropical, encontrada na América do Sul, mais especificamente, na bacia do rio Amazonas, no Brasil.